# The Road Goes Ever On
The Road Goes Ever On avser flera vandringssånger som J.R.R. Tolkien skrev till sina berättelser om Midgård. I berättelserna var sångerna komponerade av Bilbo Bagger och inspelade i Bilbo – En hobbits äventyr. Olika versioner av vandringssångerna finns även i Sagan om ringen.